# Т-64
Т-64 е съветски основен боен танк, считан за първия в света серийно произвеждан танк с композитна броня. Той е използван единствено от съветските въоръжени сили и е в основата на съвременни съветски, украински и руски танкове като Т-80 и Т-90.

## История
В началото на 60-те години става ясно, че тактико-техническите данни на основния съветски танк Т-54 не осигуряват оптималното съчетание между огнева мощ, защита и подвижност. По тази причина той не е способен да води успешен бой срещу средните и тежки танкове на НАТО.
Първи етап от работата по създаване на нов основен съветски танк, който да отговаря на съвременните изисквания, е създаването на новото 100 мм танково оръдие Д-54Т. Оръдието е монтирано на опитния прототип обект 139 (Т-54М). Прототипът не е приет на въоръжение поради отсъствието на система за стабилизация на оръдието.
Последващ етап е създаването на обект 140 в ОКБ-520 (завод № 183). Танкът има нов бронекорпус с подобрена форма, двигател В-36 и механична планетарна трансмисия. През 1957 г. е създаден опитен образец, който преминава изпитанията на полигона Кубинка. При изпитанията са открити сериозни недостатъци и дефекти в двигателя и трансмисията. Танкът не е одобрен за серийно производство, а елементи от ходовата му част са използвани като база за опитния обект 167.
Паралелно с работата по създаването на новата машина в завод № 183, се работи и в КБ-60 (завод № 75). През 1953 г. е разработен предескизен проект на перспективен среден танк, въоръжен със 100 мм танково оръдие Д-54ТС. Новият обект получава означението обект 430. Проектиран е като напълно нова машина с повишена бронева защита, нов двигател – 4ТД, нова система за охлаждане, механическа планетарна трансмисия и нов хидросервоусилвател. Едновременно с обект 430 се работи и по обект 430У, със 106 мм челна броня и 122-мм танково оръдие Д-25ТС. Ескизните проекти на новия танк са готови в края на 1953 г.
В периода 1953 – 1955 г. проектите на новите танкове два път са разглеждани на най-високо ниво в съветското ръководство и в края на 1955 г. са одобрени с постановление на Министерския съвет на СССР.
През 1957 г. са създадени три опитни машини на обект 430, които преминават заводски изпитания, а след това и сравнителните тестове на полигона Кубинка. В хода на изпитанията са отстранени някои дребни дефекти в двигателя и обслужващите го системи, бордовата предавателна кутия и хидросервоусилвателя. Въпреки че комисията по изпитанията одобрява танк като машина с напълно нова конструкция, тя отбелязва, че огневата мощ на машината не е увеличена до необходимите изисквания. Комисията не препоръчва обект 430 за серийно производство.
В началото на 1957 г. в завод № 183 започва работа по нов танк, който получава обозначението обект 165. При създаването на машината са използвани възли и агрегати от танка Т-55. Протипът е въоръжен със 100 мм танково оръдие Д-54ТС и купола с 240 мм броня. На една от опитните машини е монтирано 115 мм танково оръдие У-5ТС (2А-20). Машината получава обозначение обект 166.
Заводските изпитания на новите машини се провежда в периода 1959 – 1960 г. През 1962 г. и двата прототипа се приети на въоръжение в Съветската армия под обозначението Т-62 (обект 166) и Т-62А (обект 165) и започва серийното им производство. Поради спирането от производство на танковото оръдие Д-54ТС е произведена само малка серия танкове Т-62А. Още в хода на изпитанията на Т-62 (обект 166) се оказва, че поради повишаването на теглото на снаряда скорострелността не може да превиши 4 изстр./мин. Основното предимство на Т-62 остава неговата унификация с танковете Т-54 и Т-55, което облекчава снабдяването с резервни части, обучението на екипажа и усвояването на материалната част.
В същия период КБ № 60 по своя инициатива започва работа по подобряване на ТТД на прототипа обект 430. На машината е монтирано 115 мм гладкостволно танково оръдие Д-68 (2А-21) и поради това тя получава ново обозначение – обект 435. Машината заинтересувала военното ръководство на Съветската армия и през февруари 1961 г. Главното бронетанково управление на МО на СССР определя ТТ Изисквания за разработка на нов среден танк.
Работата по създаването на новия танк продължава чрез усъвършенстване на обект 430. Техническият проект, обозначен като обект 432, е готов в края на 1961 г. Първият опитен образец е създаден през септември 1962 г., а вторият – през октомври същата година. Същият месец деветте машини са показани пред партийното и военно ръководство на СССР. Машината не прави голямо впечатление на военните, но от нея е впечатлен Никита Хрушчов. Въпреки съпротивата в МО Хрушчов разпорежда започването на серийно производство на танка. Първите серийни машини са произведени през 1963 г. в Харковския танкостроителен завод. През септември 1964 г. са произведени 54 танка, а до декември 1965 г. – 218 танка. Първите машини са въведени в състава на 41-ва гвардейска танкова дивизия, дислоцирана в близост до завода-производител. Войсковите изпитания преминават успешно и машината окончателно е приета на въоръжение под името Т-64 с постановление на Министерския съвет на СССР от 30 декември 1966 г. Заповедта на министъра на отбраната за влизане на новия танк на въоръжение е от 2 януари 1967 г. Машината е произвеждана серийно до 1969 г. През август 1965 г. България и СССР преговарят за доставка на 12 бройки Т-64 в България или по-точно в 9-а танкова бригада Горна Баня.

## Устройство
Т-64 има класическа компоновка. В предната част се намира отделението за управление, в средната е бойното отделение, а в кърмовата – машинно-трансмисионното отделение. Екипажът се състои от трима души: командир, мерач и механик-водач.

### Двигател
Двигателят е 5ТД – двутактов петцилиндров едноредов многогоривен турбодизел с течно охлаждане и правоточно продухване с мощност 700 к.с. Има хоризонтално разположени цилиндри и насрещно движещи се бутала. Осите на коляновите валове са разположени напречно на машината. Пускането на двигателя се осъществява от стартер-генератор, въздушно пусково устройство или с комбиниран способ. Предвидено е и пускане на двигателя от външен източник на ток, както и от буксир. При ниски температури на въздуха се използва подгревател, включен в системата за охлаждане.
По-късно започва да се монтира двигател 5ТДФА.

### Трансмисия
Трансмисията е механична и се състои от два агрегата. Всеки от тях обединява планетна предавателна кутия и бордов редуктор. Предавателната кутия съдържа четиир планетни реда и шест фрикционни елемента за управление. Първият и вторият ред са съединени. Всички фрикционни елементи работят в масло с триене „стомана по металокерамика“.
За управление на трансмисията се използва хидросервосистема. Хидравлическата ѝ част е комплектована с маслената система на трансмисията. Спирачката има автоматически привод за управление.

### Окачване
Окачването е индивидуално, торсионно с опорни поддържащи ролки с вътрешна амортизация, телескопични амортизатори и вериги с гумено-металически шарнири. Торсионите са разположени съосно. На шест от дванадесетте възела на окачването – 1, 2 и 6 от двата борда, са установени хидравлични телескопични амортизатори с двустранно действие. Всички възли на окачването освен вторите имат твърди опори, ограничаващи хода на ролките.
Опорните ролки имат вътрешна амортизация: между стоманения венец и алуминиевите дискове, закрепени за стоманената главина, са запресувани гумени амортизатори.
Веригата – ажурен тип, се състои от 78-79 звена с гумено-металически шарнири от паралелен тип.

### Въоръжение
Първоначално Т-64 е въоръжен със 115 мм гладкостволно оръдие с разделно зареждане и частично изгаряща гилза. Оръдието е снабдено с ежектор за продухване на цевта и двуплоскостен стабилизатор. От 1969 г. на модернизирания танк Т-64А се монтира 125 мм гладкостволно оръдие Д-81, на което е добавен и топлозащитен кожух (2А26, а след 1979 г. – 2А46). Боекомплектът му варира в зависимост от версията на танка – 28 изстрела за Т-64БК, 36 – за Т-64Б и Т-64БВ, 37 – за Т-64, Т-64А, Т-64Б-1, 38 – Т-64АК.
Механизмът за зареждане – (МЗ)6ЭЦ10, е хидромеханически с постоянен ъгъл на зареждане. В конвейера му са разположени 28 изстрела за разделно зареждане: бронебойно-подкалибрени, кумулативни и осколочно-фугасни. Останалите 9 са в отделението за управление и в бойното отделение. Автоматичното зареждане се осъществява от механизирания боепоставяч, въвеждащ снаряда и заряда в плоскостта на зареждане, като ги повдига с електрохидравлически подемник до линията на доизпращача. Той ги премества в зарядната камера с едни ход. След изстрела дъното се улавя от специален механизъм и се поставя в освободилия се улей. В случай на отказ на автоматиката е възможно ръчно зареждане, но в този случай значително пада скорострелността.
С оръдието има сдвоена една 7,62-мм картечница ПКТ с темп на стрелба 700-800 изстрела в минута. Боекомплектът за нея варира – 1000 патрона за версии Т-64А, Т-64БК, 1250 за Т-64Б Т-64Б-1, 2000 – за Т-64, Т-64АК, Т-64Б1, Т-64БК.
По-късно започва да се монтира и 12,7 мм зенитна картечница НСВТ, дистанционно управлявана от командира на танка. Боекомплектът за нея е 300 патрона.
Версиите Т-64Б, Т-64БК имат система за стрелба с управляеми противотанкови ракети – 9К112 „Кобра“, а Т-64БВ – 9К112-1 „Кобра“.
Мерачът разполага с перископичен оптически мерник-далекомер ТПД-43Б (За версии Т-64Б, Т-64Б1, Т-64БК и Т-64БВ – квантов перископичен оптически мерник-далекомер 1Г42), еднократен призмен прибор за наблюдение и нощен мерник ТПН-1-432, работещ с осветител Л-2АГ (За версии Т-64А, Т-64Б, Т-64Б1, Т-64БК и Т-64БВ – ТПН-1-49-23 и осветител Л-2АГМ). Командирският прибор за наблюдение е комбиниран дневно-нощен – тип ТКН-3.
Танковете Т-64Б, Т-64Б1 и Т-64БК разполагат със система за управление на огъня 1А33 (за Т-64БВ – 1А33-1). В нея влизат мерник далекомер 1Г42, танков балистически изчислител 1В517 с датчици за входна информация, стабилизатор на въоръжението 2Е26М, блок за разрешаване на изстрела и др.

## Модификации
- Т-64 (1967 г.) – базов модел на танка. Произведени са ограничено количество машини, които след това са доведени до ниво Т-64А.
- Т-64А (1969 г.) – модернизиран вариант на Т-64 с монтирани: 125 мм гладкостволно оръдие, нова система за управление на огъня, ЗК с дистанционно управление, нова система за ППЗ, оборудване за самоокопаване, увеличена броня на корпуса, многогоривен двигател, система за движение под вода и др.
- Т-64АК (1973 г.) – командирски танк Т-64А. Монтирана е допълнителна радиостанция с късовълнов диапазон, снабдена със сваляема антена, навигационна апаратура и вспомагателен апарат за зареждане на акумулаторните батерии.
- Т-64Б (1976 г.) – модернизиран вариант на Т-64А с монтирани: комплект управляеми оръжия, система за управление на огъня, система за защита от напалм, система за задимяване „Туча“, нови бордови екрани, увеличена броня на корпуса и куполата, увеличен динамически ход на опорните ролки.
- Т-64БК (1976 г.) – командирски танк Т-64Б.
- Т-64Б1 (1976 г.) – опростен вариант на модела Т-64Б.
- Т-64БМ (1983 г.) – вариант на модела Т-64Б с двигател 6ТД (6-цилиндров многогоривен двуконтурен дизелов двигател с мощност 1000 к.с./736 kW.
- Т-64БВ (1985 г.) – вариант на модела Т-64Б снабден с навесна динамична защита.
- Т-64БМ „Булат“ (2005 г.) – украинска модификация, разработена от Харковския бронетанков завод, която е модернизация на танка Т-64Б Има нова система за управление на огъня „Булат“, снабден е с комплекс за изстрелване на управляеми противотанкови ракети „Комбат“.Украински Т-64БМ „Булат“
- Т-64Е (2010 г.) – украинска модификация с двигател 5ТДФЕ с мощност 850 (900) к.с. Има осъвременена система за управление на огъня, динамична защита „Нож-2“(„Дуплет“), комплекс за изстрелване на управляеми противотанкови ракети „Комбат“ и сдвоено зенитно 23 мм оръдие ГШ-23 с дистанционно управление.
- Т-64Б1М (2014 г.) – украински опростен вариант на модернизация на танк Т-64Б1, създаден от Харковския бронетанков завод. Има вградена динамична защита, допълнителна защита на куполата, челната част на корпуса и борда. В задната част на куполата е оборудвана ниша за боекомплекта и оборудването.

- Т-64БВ тип 2017 (2017 г.) - украински вариант на модернизация на танк Т-64БВ. Нощен мерник ТПН1-49-23 заменен с ТПН-1-ТПВ от Trimen-Украйна, добавена сателитна навигационна система СН-4215 от Orizon-Navihatsiia, ново цифрово радио Lybid-K 2RB.

## На въоръжение
- Украйна – 720 Т-64БВ, Т-64БМ (578 Т-64 на съхранение)